# Kowalewo Duże
Kowalewo Duże (niem. Wotterkeim, Vorwerk) – wieś w Polsce położona w województwie warmińsko-mazurskim, w powiecie kętrzyńskim, w gminie Korsze. Należy do sołectwa Łankiejmy.
| SIMC    | Nazwa         | Rodzaj     |
| ------- | ------------- | ---------- |
| 0478760 | Kowalewo Małe | przysiółek |

W latach 1975–1998 miejscowość administracyjnie należała do województwa olsztyńskiego.